# Perry (nome)
Perry  è un nome proprio di persona inglese maschile.

## Varianti
- Femminili: Perrie

## Origine e diffusione
Deriva dal cognome omonimo, che può avere una duplice origine inglese o gallese: nel primo caso si rifà all'inglese antico perrie, "albero di pere", e significa quindi "che abita presso il pero", nel secondo deriva dal gallese ap Herry, che vuol dire "figlio di Herry".

## Onomastico
Il nome è adespota, cioè non è portato da alcun santo. L'onomastico si può festeggiare quindi il 1º novembre per la ricorrenza di Ognissanti.

## Persone
- Perry Anderson, storico britannico

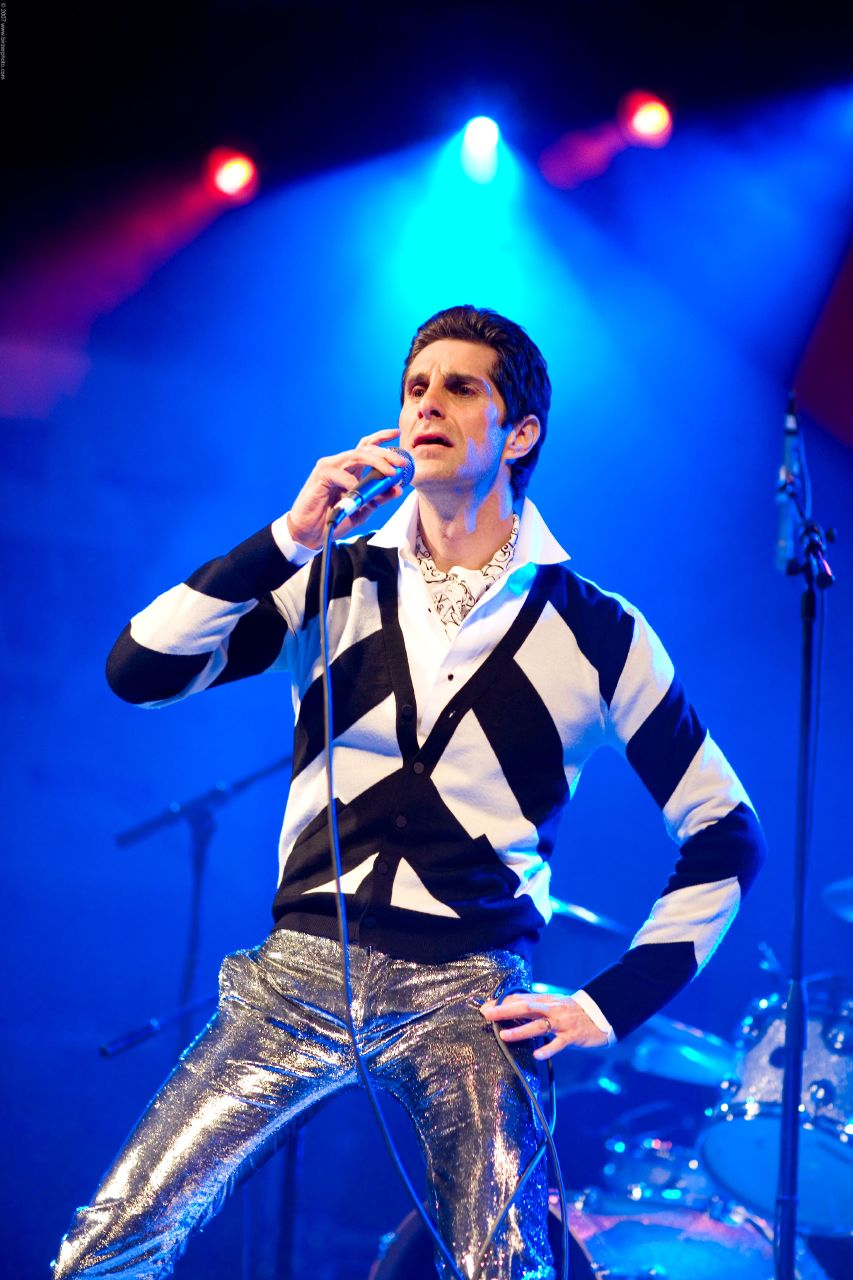
Perry Farrell

- Perry Bamonte, chitarrista britannico
- Perry Benson, attore britannico
- Perry Bräutigam, allenatore di calcio tedesco
- Perry Como, cantante statunitense
- Perry Crosswhite, cestista statunitense
- Perry Ellis, stilista statunitense
- Perry Farrell, cantante statunitense
- Perry Freshwater rugbista a 15 neozelandese
- Perry Jones cestista statunitense
- Perry King, attore statunitense
- Perry Lang, attore statunitense
- Perry McCarthy, pilota automobilistico britannico
- Perry Miller, storico e docente statunitense
- Perry Moore, scrittore statunitense
- Perry Moss, cestista statunitense
- Perry Saturn, wrestler statunitense
- Perry Turnbull, hockeista su ghiaccio canadese
- Perry Young, cestista statunitense

## Il nome nelle arti
- Perry l'ornitorinco è un personaggio della serie animata Phineas e Ferb.
- Perry Mason è un personaggio di svariati romanzi scritti da Erle Stanley Gardner.
- Perry White è un personaggio della serie a fumetti Superman.